# Timothy Davis-Reed
Timothy Davis-Reed ist ein US-amerikanischer Schauspieler.

## Leben
Timothy Davis-Reed schloss seine Ausbildung mit einem Bachelor of Arts an der Syracuse University ab. Einer seiner alten Kommilitonen während des Studiums war der Schauspieler Charles Nelson Reilly. Davis-Reed war seit den späten achtziger Jahren als hauptberuflicher Schauspieler aktiv und arbeitete vor allem für das Fernsehen. Nennenswert ist hier vor allem seine Rolle als Chris, die er von 1998 bis 2000 in 45 Episoden der Comedy-Sendung Sports Night spielte. Auch war er in über 50 Episoden der Politserie The West Wing – Im Zentrum der Macht zu sehen, in der er im Zeitraum von 2000 bis 2006 verschiedene Charaktere verkörperte. Daneben spielte er in vereinzelten Folgen bekannter Fernsehserien diverse Rollen; darunter in Monk, Scrubs – Die Anfänger, 24 und Navy CIS.
Neben seiner Arbeit als Schauspieler, ist Timothy Davis-Reed mittlerweile auch als Dozent tätig und gab im Laufe der Jahre Schauspielkurse an verschiedenen Universitäten in den Vereinigten Staaten, darunter an der Syracuse University, der University of California und der privaten Oklahoma City University.

## Filmografie (Auswahl)
- 1980: Die seltsamen Missionen des Dominick Hide (The Flipside of Dominick Hide)
- 1988: Der Equalizer (The Equalizer, Fernsehserie, 1 Folge)
- 1988–1990: Liebe, Lüge, Leidenschaft (One Life to Live, Fernsehserie, 2 Folgen)
- 1991–1993: Reich und Schön (The Bold and the Beautiful, Fernsehserie, 3 Folgen)
- 1995: Ein schrecklich nettes Haus (In The House, Fernsehserie, 1 Folge)
- 1998: Babylon 5: Der erste Schritt (Babylon 5: In the Beginning, Fernsehfilm)
- 1998: Star Trek: Raumschiff Voyager (Star Trek: Voyager, Fernsehserie, 1 Folge)
- 1998–2000: Sports Night (Fernsehserie, 45 Folgen)
- 1999: Tief wie der Ozean (The Deep End of the Ocean)
- 2000: Will & Grace (Fernsehserie, 1 Folge)
- 2000–2006: The West Wing – Im Zentrum der Macht (The West Wing, Fernsehserie, 52 Folgen)
- 2003: Still Standing (Fernsehserie, 1 Folge)
- 2003: Eine himmlische Familie (7th Heaven, Fernsehserie, 1 Folge)
- 2003–2006: Monk (Fernsehserie, 2 Folgen)
- 2004: Arrested Development (Fernsehserie, 1 Folge)
- 2004: Scrubs – Die Anfänger (Scrubs, Fernsehserie, 1 Folge)
- 2005: 24 (Fernsehserie, 1 Folge)
- 2005: Medical Investigation (Fernsehserie, 1 Folge)
- 2005: Desperate Housewives (Fernsehserie, 1 Folge)
- 2006: Material Girls
- 2007: Studio 60 on the Sunset Strip (Fernsehserie, 2 Folgen)
- 2009: Big Love (Fernsehserie, 1 Folge)
- 2011: Harry’s Law (Fernsehserie, 1 Folge)
- 2017: Law & Order True Crime (Fernsehserie, 4 Folgen)
- 2018: Navy CIS (Navy NCIS, Fernsehserie, 1 Folge)
- 2018: Leicht wie eine Feder (Light as a Feather, Fernsehserie, 1 Folge)
- 2018: Lethal Weapon (Fernsehserie, 1 Folge)
- 2019: Mom (Fernsehserie, 1 Folge)
- 2019: What/If (Fernsehserie, 1 Folge)
- 2020: Pink Skies Ahead
- 2022: The Woman in the House Across the Street from the Girl in the Window (Fernsehserie, 1 Folge)
- 2022: 9-1-1 (Fernsehserie, 1 Folge)
- 2022: This Is Us – Das ist Leben (This Is Us, Fernsehserie, 1 Folge)
- 2022: Seattle Firefighters – Die jungen Helden (Station 19, Fernsehserie, 1 Folge)
- 2022: X-Factor: Das Unfassbare (Beyond Belief: Fact or Fiction, Fernsehserie, 1 Folge)
- 2022: Jimmy Kimmel Live! (Fernsehserie, 1 Folge)
- 2022: Young Sheldon (Fernsehserie, 1 Folge)